# 4-etil-3,3-dimetilhexano
El 4-etil-3,3-dimetilhexano es un alcano de cadena ramificada con fórmula molecular C10H22.